# Agder
Agder ist eine historische Region und Landschaft in Norwegen und seit dem 1. Januar 2020 ein Fylke. Grundlage ist ein Beschluss des Storting vom 8. Juni 2017, der im Zuge einer Regionalreform eine Reduzierung auf elf Fylke vorsah und Aust-Agder und Vest-Agder zusammenlegte. Sitz der Fylkeskommune ist Kristiansand, Sitz des Statsforvalter Arendal.

## Geografie
Die Provinz Agder grenzt im Westen an Rogaland, im Osten an Telemark und im Süden an das Skagerrak. Die Provinz ist deckungsgleich mit dem Landesteil Sørlandet.
Größter Fluss ist die Otra, die das Setesdal von Nord nach Süd durchfließt. Höchster Berg in der Provinz ist der 1507 moh. hohe Sæbyggjenuten an der Grenze zur Telemark.
Wichtige Straßenverbindungen sind die E 18 von Oslo nach Kristiansand und die E 39 von Kristiansand nach Bergen. Bedeutendste Nord-Süd-Verbindung ist der Riksvei 9 im Setesdal. Als Eisenbahnverbindung steht die Sørlandsbanen (Oslo–Stavanger) mit ihrer Zweigstrecke nach Arendal (Arendalsbanen) zur Verfügung. Größter Flughafen der Provinz ist der Flughafen Kristiansand.

## Name
Historisch gesehen ist der Begriff Agder etwa über 1500 Jahre alt und leitet sich von dem altnordischen Wort agðir bzw. ǫgd ab und dieses wiederum vom urgermanischen agio. Agder ist etymologisch verwandt mit dem englischen Wort edge für ‚Kante‘ oder auch dem deutschen Wort ‚Ecke‘. Ausgedrückt wurde mit Agder die Kanten der Landschaft zum angrenzenden Meer, ähnlich wie bei der norwegischen Küstenlandschaft Jæren, wo jare ebenfalls für die ‚Kante‘ und den gleichen Sinn steht. Einer weiteren Interpretation zufolge könnte es sich auch von dem altnordische Wort agi ‚anschwellen‘ ableiten, was in etwa bedeutet: Land an der unruhigen See.
Personen, die aus Agder kommen, werden als Egd, Plural Egder, bezeichnet.

## Geschichte

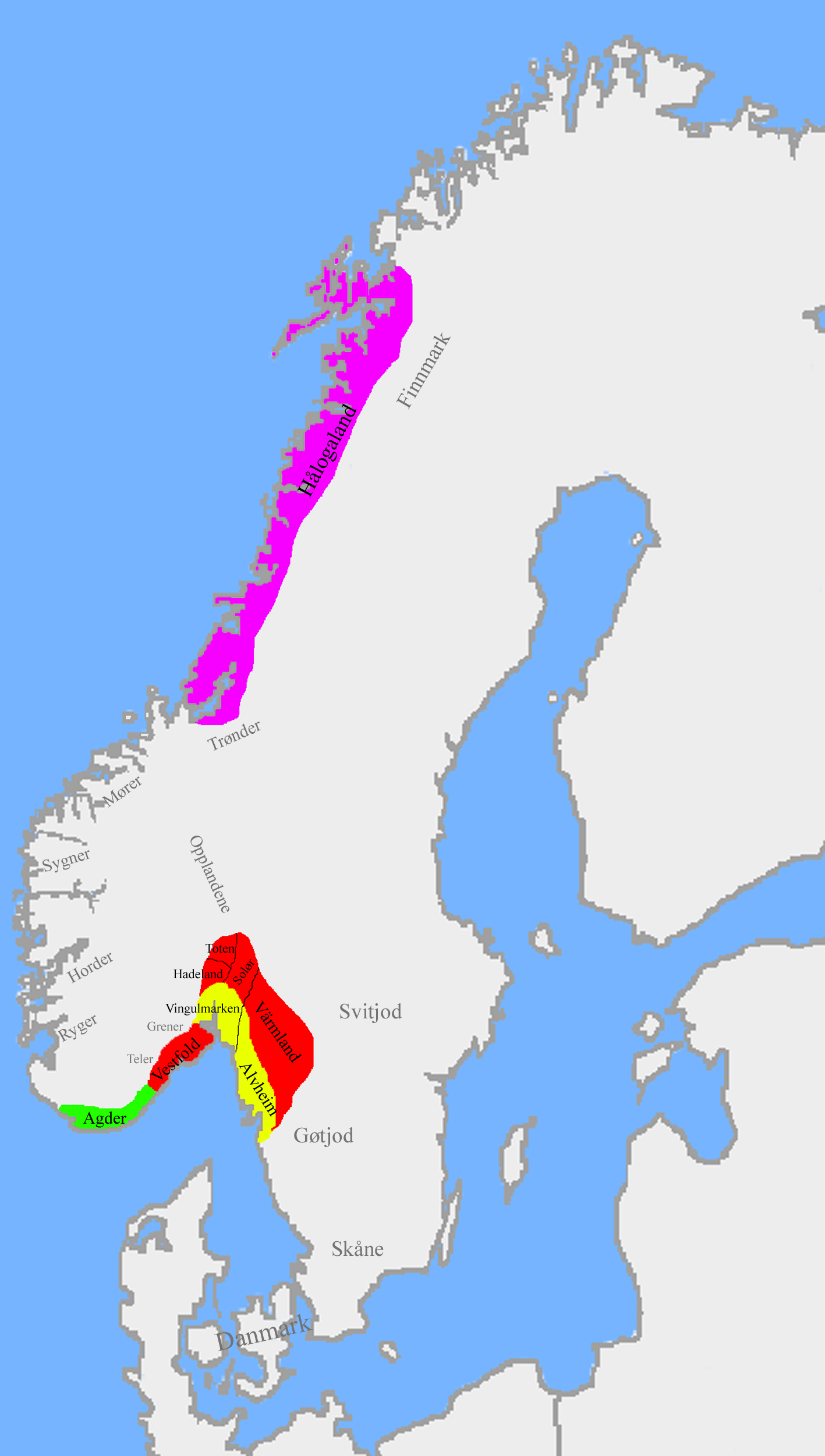
Agder (grün) und andere Königreiche um 820 im Gebiet des heutigen Norwegen.

Agder war ursprünglich in der Wikingerzeit ein kleines Königreich mit der damaligen Schreibweise Agðir. Durch unterschiedliche Allianzen, Hochzeiten, Erbteilungen und Kriege kam es in diesen heutigen norwegischen Landstrichen zu ständigen Herrschafts- und Grenzveränderungen sowie Auf- und Abstieg dieser norwegischen Königreiche. Das Klein-Königreich Agder (Agdir) war zu dieser Zeit in viele dieser Kriege und Familienfehden zu benachbarten norwegischen Territorien verwickelt. Unter Harald Schönhaar wurden in Norwegen im 10. Jahrhundert schließlich die einzelnen Königreiche zusammengeführt. Viele dieser Ereignisse wurden in den Chroniken der norwegischen Könige, wie unter anderem in der Heimskringla und der Ynglingasaga sowie in der Ágrip, festgehalten. In der heutigen Wissenschaft sind diese Werke nicht ganz unumstritten. Ebenfalls umstritten ist die Titulatur als „König“ für norwegische Herrscher in dieser Zeit, inklusive derer von Agder, ebenso wäre aus heutiger wissenschaftlicher Sicht eine Bezeichnung als Fürst oder Häuptling möglich.

### Könige von Agder

#### Legendäre Könige
- Harald Agderkonge
- Vikar Haraldsson
- Kissa
- Bjæring

#### Könige von Agder: 790–987
- Harald Granraude 7??–815, Vater von Åsa
- Åsa Haraldsdottir, zwischen 815 und 834–838, Mutter von Halvdan Svarte
- Halvdan Svarte, Vater von Harald Schönhaar von 838
- Kjøtve der Reiche, im 8. Jahrhundert
- Harald Gudrødsson Grenske, 976–987

Bis zum 14. Jahrhundert war Agder ein rein ländlicher Raum und zwischen Skien und Stavanger gab es keine weiteren Städte. Im 15. Jahrhundert entwickelten sich städtische Zivilisationen zuerst in Arendal und in der Ladested (amtliche Hafenstadt) Tønsberg.

### Administrative Geschichte
Agder wurde nach einem Beschluss des Gulatinget (norwegischer Thing) in ein Fylke (Egða fylki) umgewandelt. Administrativ gehörte das Fylke Agder zu Agdesiden len (Agder-Lehn) und war einer der neun wichtigsten Gebiete als Lehen im 16. Jahrhundert in Norwegen. Agdesiden bestand aus folgenden Landstrichen: Lister Len, (Mandal Len, auch genannt Midtsyssel Len), Nedenes Len und Råbyggelaget.
Mit Einführung der Ämter 1662 wurden die Ämter Lister und Mandal sowie Nedenes (auch Nedenes und Råbbygelaget) gebildet. Råbyggelaget umfasste den Inlandsteil des damaligen Amtes samt Åseral.
Bis 1902 wurde Agder zum Landesteil Vestlandet gerechnet, 1902 kam zu Agder die rivalisierende Bezeichnung Sørlandet (Südland) auf. Unter diesem Namen war ursprünglich ein viel größeres Gebiet als das heutige Fylke Agder gemeint. Sørlandet ist nunmehr der Name eines der fünf norwegischen Landesteile. Der Name Sørlandet wurde bewusst ausgewählt, um das Umland von Kristiansand zu integrieren.
1919 wurde Lister og Mandal in Vest-Agder und Nedenes in Aust-Agder umbenannt, diese beiden Provinzen wurden 2020 zur Provinz Agder vereinigt.

### Heutige Zeit
Agder umfasst derzeit die folgenden Landschaften: Lister, Lindesnesregionen, Kristiansandregionen, Setesdal und Østre Agder. Städte, die zu Agder gehören, sind Flekkefjord, Farsund, Lyngdal, Mandal, Kristiansand, Lillesand, Grimstad, Arendal, Tvedestrand und Risør.
Die norwegische Tageszeitung Agderposten erscheint in Arendal, und die Zeitschrift Agder Flekkefjords Tidende wird in Flekkefjord herausgegeben.
Die Universität Agder hat Standorte in Kristiansand und Grimstad. Der Agderparken ist ein großes Gewerbegebiet in Arendal.
Das Agder bispedømme (Bistum Agder) ist eine ehemalige Bezeichnung für das heutige Bistum Agder und Telemark (Agder og Telemark bispedømme) der Norwegischen Kirche.
Das Einzugsgebiet des Agder Lagmannsrett (Agder-Berufungsgericht) umfasst die Fylken in Agder Telemark und Vestfold.

## Politik
Die erste Fylkestingswahl für die neu entstandene Provinz fand am 9. September 2019 statt. Es waren 238.214 Personen wahlberechtigt. Erster Fylkesordfører der neuen Provinz wurde am 23. Oktober der Høyre-Politiker Arne Thomassen.
| Partei | Partei                            | Sitze 2019 | Sitze 2023 |
| ------ | --------------------------------- | ---------- | ---------- |
|        | Høyre (H)                         | 10         | 13         |
|        | Arbeiderpartiet (Ap)              | 10         | 9          |
|        | Fremskrittspartiet (FrP)          | 5          | 7          |
|        | Kristelig Folkeparti (KrF)        | 6          | 6          |
|        | Senterpartiet (Sp)                | 5          | 3          |
|        | Sosialistisk Venstreparti (SV)    | 2          | 3          |
|        | Venstre (V)                       | 2          | 2          |
|        | Industri- og Næringspartiet (INP) | 0          | 2          |
|        | Miljøpartiet De Grønne (MDG)      | 3          | 1          |
|        | Rødt (R)                          | 1          | 1          |
|        | Pensjonistpartiet                 | 1          | 1          |
|        | Konservativt                      | 0          | 1          |
|        | Demokratene i Norge (DiN)         | 3          | 0          |
|        | Partiet De Kristne                | 1          | 0          |
|        | Gesamt                            | 49         | 49         |

## Verwaltungsgliederung
Die Provinz Agder ist in 25 Kommunen gegliedert. Drei Kommunen entstanden zum selben Zeitpunkt wie die Provinz durch die Zusammenlegung von Altgemeinden: Kristiansand (aus Kristiansand, Songdalen und Søgne), Lindesnes (aus Lindesnes, Mandal und Marnardal) sowie Lyngdal (aus Audnedal und Lyngdal).
| Kommunen- nummer | Karte           | Name            | Einwohner (1. Januar 2025) | Fläche (km²) | Sprach- form |
| ---------------- | --------------- | --------------- | -------------------------- | ------------ | ------------ |
| 4201             | Risør           | Risør           | 6687                       | 183,66       | neutral      |
| 4202             | Grimstad        | Grimstad        | 25.419                     | 303,58       | Bokmål       |
| 4203             | Arendal         | Arendal         | 46.568                     | 270,2        | Bokmål       |
| 4204             | Kristiansand    | Kristiansand    | 118.221                    | 644,62       | neutral      |
| 4205             | Lindesnes       | Lindesnes       | 23.768                     | 933,56       | Bokmål       |
| 4206             | Farsund         | Farsund         | 9880                       | 262,57       | Bokmål       |
| 4207             | Flekkefjord     | Flekkefjord     | 9329                       | 544,09       | Bokmål       |
| 4211             | Gjerstad        | Gjerstad        | 2492                       | 322,13       | neutral      |
| 4212             | Vegårshei       | Vegårshei       | 2285                       | 355,65       | neutral      |
| 4213             | Tvedestrand     | Tvedestrand     | 6464                       | 224,35       | Bokmål       |
| 4214             | Froland         | Froland         | 6260                       | 644,54       | neutral      |
| 4215             | Lillesand       | Lillesand       | 11.734                     | 190,31       | Bokmål       |
| 4216             | Birkenes        | Birkenes        | 5413                       | 637,36       | neutral      |
| 4217             | Åmli            | Åmli            | 1778                       | 1.130,61     | Nynorsk      |
| 4218             | Iveland         | Iveland         | 1399                       | 261,63       | neutral      |
| 4219             | Evje og Hornnes | Evje og Hornnes | 3828                       | 587,07       | neutral      |
| 4220             | Bygland         | Bygland         | 1162                       | 1.311,74     | Nynorsk      |
| 4221             | Valle           | Valle           | 1205                       | 1.265,26     | Nynorsk      |
| 4222             | Bykle           | Bykle           | 1039                       | 1.467,1      | Nynorsk      |
| 4223             | Vennesla        | Vennesla        | 15.622                     | 384,47       | neutral      |
| 4224             | Åseral          | Åseral          | 915                        | 887,51       | Nynorsk      |
| 4225             | Lyngdal         | Lyngdal         | 10.869                     | 642,79       | neutral      |
| 4226             | Hægebostad      | Hægebostad      | 1786                       | 461,32       | Nynorsk      |
| 4227             | Kvinesdal       | Kvinesdal       | 6163                       | 963,21       | neutral      |
| 4228             | Sirdal          | Sirdal          | 1902                       | 1.554,28     | neutral      |
| 42               | Agder           | Agder           | 322.188                    | 16.433,61    | neutral      |

## Wappen
Im Juni 2018 wurde ein Beschluss über das neue Wappen von Agder getroffen. Es zeigt auf rotem Grund eine goldene Eiche. Es handelt sich um eine vereinfachte Version der Eiche auf dem Wappen von Vest-Agder in den Farben von Aust-Agder. Die Eiche steht dabei für langes Leben mit Verweisen in die Vergangenheit wie in die Zukunft, für Weisheit und Stabilität, die Blätter für Vitalität. Eichen waren oft ein Versammlungsplatz, gleichzeitig war Eichenholz ein historisch wichtiges Handelsgut der Region.